# Thomas Newman
Thomas Montgomery Newman (20 d'octubre de 1955 a Los Angeles, Califòrnia) és un compositor de cinema estatunidenc. És un dels membres d'una dinastia de compositors de cinema de Hollywood que inclou el seu pare Alfred Newman, el seu oncle Lionel Newman, el seu germà David Newman i el seu cosí Randy Newman, que és també cantant i compositor.

## Visió general
Després que graduar-se a Yale University i comença escrivint per a produccions de teatre a Broadway i per a bandes de pop com The Innocents i Tokyo 77. El 1984 s'introdueix al món del cinema amb la pel·lícula Reckless. Des de llavors, Newman s'ha convertit en un dels compositors més originals de música de cinema: amb col·laboradors regulars com Bill Bernstein, Thomas Pasatieri, George Doering, Chas Smith i altres.
Newman sovint utilitza un conjunt d'instruments inusuals i rars al costat d'una orquestra simfònica estàndard per crear un so enigmàtic i molt personal que és tant exuberant com pastoral. Mentre que les primeres bandes sonores de Newman dels anys 1980 eren predominantment electrònics, amb The Rapture el 1991, les seves composicions han alternat un so orquestral més tradicional amb uns altres passatges que utilitzen una varietat d'instruments originals, diguem-ne no occidentals, i modificats, com la sanfonia, la mandolina, la tabla, i les flautes xaphoon, així com elements electrònics per crear un percussió semblant al gamelan.
L'èxit arribava el 1994, quan guanyava dues nominacions a l'Oscar per Donetes (Little Women) i Cadena perpètua.
Entre els seus crèdits més valorats tenim: The Lost Boys (1987), Tomàquets verds fregits (Fried Green Tomatoes) (1991), Scent of a Woman (1992), Unstrung Heroes (1995), Up Close and Personal (1996), Phenomenon (1996), L'home que xiuxiuejava als cavalls (The Horse Whisperer) (1998), The Green Mile (1999), American Beauty (1999), Erin Brockovich (2000), Road to Perdition (2002), Buscant en Nemo (Finding Nemo) (2003), i la guanyadora de múltiples premis de sèries de TV Angels in America (2003).
Newman ha estat nominat a quinze premis de l'Acadèmia, empatant-lo amb el seu també compositor Alex North per la majoria de nominacions sense guanyar. També ha estat nominat a quatre Globus d'Or i ha guanyat dos BAFTA, sis Grammy i un premi Emmy per la seva música de la sèrie de TV Six Feet Under el 2001. Newman va ser guardonat amb el premi Richard Kirk als premis de cinema i televisió BMI del 2000. El premi s'atorga anualment a un compositor que ha fet contribucions importants a la música de cinema i televisió. Els seus èxits han contribuït a que els Newman siguin la família extensa a l'Acadèmia més nominada, amb un col·lectiu de 92 nominacions en diverses categories musicals.

## Vida personal
Nascut a Los Angeles, Califòrnia, Newman és el fill petit del compositor Alfred Newman (1900–1970), que va guanyar nou cops l'Oscar a la millor banda sonora original, i de Martha Louis Montgomery (1920–2005). És membre d'una dinastia de música cinematogràfica a Hollywood que inclou el seu pare Alfred, el germà gran David Newman, la germana petita Maria Newman, els oncles Lionel Newman i Emil Newman, el cosí Randy Newman (també conegut com a cantant i compositor) i el seu cosí cosí germà, un cop eliminat, Joey Newman. Els seus avis paterns eren immigrants jueus russos, i la seva mare era de Mississipi.
Durant la seva educació, Martha Newman portava els seus fills a classes de violí a la vall de San Fernando cada cap de setmana. Newman va estudiar composició i orquestració durant dos anys a la Universitat del Sud de Califòrnia, abans de traslladar-se a la Universitat Yale, on es va graduar amb una llicenciatura en arts el 1977 i un màster en música el 1978. Mentre estava a Yale, va conèixer el compositor Stephen Sondheim, que es va convertir en un dels primers mentors.
Newman i la seva dona Ann Marie tenen tres fills. Resideixen al barri de Pacific Palisades de Los Angeles.

## Carrera
1983–1992
Al principi, Newman estava més interessat en el teatre musical que en la composició cinematogràfica, treballant amb Sondheim a les obres de Broadway. Lionel, que va succeir a Alfred com a director musical de la 20th Century Fox, va donar a Thomas la seva primera tasca de puntuació en un episodi de 1979 de la sèrie The Paper Chase. El 1983, John Williams, que era amic tant d'Alfred com de Lionel, va convidar Newman a treballar en El retorn del Jedi, orquestrant l'escena en què mor Darth Vader. Després, Newman va conèixer el productor Scott Rudin a la ciutat de Nova York i Rudin el va convidar a compondre la partitura de Reckless (1984). Newman va dir que pensava que "va ser una feina difícil, al principi" per demanar-li que "desenvolupés vocabularis i un sentit del procediment", només es va sentir còmode amb l'escriptura de partitures "i no fraudulenta en els meus esforços" després de vuit anys. El 1992, Newman va compondre la partitura de "The Player" (El joc de Hollywood) de Robert Altman i Scent of a Woman de Martin Brest.
1994–1999
El 1994, va rebre les seves primeres nominacions a l'Oscar amb les partitures de "The Shawshank Redemption" (Cadena perpètua) de Frank Darabont i "Little Women" (Donetes) de Gillian Armstrong. També va escriure "The War" de Jon Avnet. El 1996, va gravar la cançó "Unstrung Heroes" de Diane Keaton, rebent una altra nominació a l'Oscar. El 1998, va escriure The Horse Whisperer de Robert Redford, així com Meet Joe Black de Martin Brest. El 1999, Newman va compondre la partitura del primer llargmetratge de Sam Mendes, American Beauty, creat amb instruments de percussió principalment. Newman creia que la partitura va ajudar a moure la pel·lícula sense pertorbar l'"ambigüitat moral" del guió, dient "Va ser un acte d'equilibri real i delicat pel que fa a la música que va funcionar per preservar-ho". Va rebre una quarta nominació a l'Oscar per aquesta partitura, i encara que va tornar a perdre (amb John Corigliano per The Red Violin), va rebre un Grammy i un BAFTA.
2000–2011
El seu èxit de crítica i comercial va continuar durant els anys següents amb les seves partitures per a pel·lícules com Erin Brockovich de Steven Soderbergh i "In the Bedroom" (A l'habitació) de Todd Field. Va ser nominat consecutivament a tres premis de l'Acadèmia més, per Road to Perdition de Sam Mendes (2002), "Finding Nemo" (Buscant en Nemo) d'Andrew Stanton (2003) i "A Series of Unfortunate Events" (Un seguit de desgràcies catastròfiques de Lemony Snicket) (2004) de Lemony Snicket i Brad Silberling. No obstant això, va perdre en cada ocasió davant Elliot Goldenthal (per Frida), Howard Shore (per El Senyor dels Anells: El retorn del rei) i Jan A. P. Kaczmarek (per Finding Neverland Descobrir el País de Mai Més).
El 2006, va tornar a formar equip amb Todd Field per "Little Children" (Jocs secrets) i Steven Soderbergh per "The Good German" (El bon alemany) (va ser nominat per a aquest últim). A la cerimònia de l'Oscar, va aparèixer al segment d'obertura d'Errol Morris, que va declarar en broma que Newman havia estat nominat i no va guanyar un Oscar vuit vegades. Newman va respondre: "No, n'he fallat set, però aquest serà el meu vuitè", i de fet, va tornar a perdre, aquesta vegada davant Gustavo Santaolalla per Babel.
La seva primera puntuació des de "The Good German" va ser per "Towelhead" d'Alan Ball. El 2008, va gravar la pel·lícula d'animació WALL-E, col·laborant per segona vegada amb el director Andrew Stanton (la primera col·laboració va ser "Finding Nemo"). La pel·lícula va guanyar l'Oscar a la millor pel·lícula d'animació (igual que Nemo). Newman va rebre dues nominacions a l'Oscar: una a la millor banda sonora original i una altra a la millor cançó original per "Down to Earth", que va coescriure amb Peter Gabriel. Va ser nominat a la categoria de partitura original amb altres dos compositors veterans, James Newton Howard i Danny Elfman, els quals també han estat nominats a diversos Oscars però cada vegada sense èxit. Newman va perdre tant la partitura com les nominacions a les cançons davant A. R. Rahman pel seu treball a Slumdog Millionaire. Tanmateix, ell i Peter Gabriel van guanyar un Grammy per "Down to Earth".
El 2008, també va escriure "Revolutionary Road" de Sam Mendes. El 2009, va escriure Jim Sheridan per "Brothers" (el remake de la pel·lícula de Susanne Bier). El 2011, va escriure The Help de Tate Taylor, The Debt de John Madden, "The Iron Lady" (La dama de ferro) de Phyllida Lloyd i The Adjustment Bureau de George Nolfi.
2012-present
El 2012, Newman va anotar "The Best Exotic Marigold Hotel" (L'exòtic Hotel Marigold) de John Madden. També va escriure la 23a pel·lícula de James Bond Skyfall, que celebra el 50è aniversari de la franquícia. El seu treball en aquesta pel·lícula li va valer la seva onzena nominació a l'Oscar i una segona victòria al BAFTA. Durant el 2013, va anotar els efectes secundaris de Steven Soderbergh i "Saving Mr. Banks" de John Lee Hancock. Aquesta darrera partitura va ser molt ben rebuda pels crítics de música de cinema, guanyant a Newman nominacions als BAFTA i a l'Oscar per segon any consecutiu, ambdues que va perdre davant Steven Price per Gravity.
Els projectes de Newman del 2014 incloïen "The Judge" de David Dobkin i Get on Up de Tate Taylor. El 2015, va escriure The Second Best Exotic Marigold Hotel de John Madden, marcant la primera vegada que Newman va anotar una seqüela d'una pel·lícula per a la qual també va escriure la partitura. També aquell any, Newman va tornar per gravar la 24a pel·lícula de James Bond de Sam Mendes, Spectre, la seqüela de "Skyfall". També va col·laborar amb Steven Spielberg per Bridge of Spies (en català: Pont dels espies), marcant la primera col·laboració de Newman amb Spielberg i la primera pel·lícula de Spielberg que no comptava amb una partitura musical del seu compositor John Williams des de la producció de "The Color Purple" (El color púrpura) el 1985. Per a la seva partitura. a "Bridge of Spies", Newman va obtenir nominacions addicionals als Oscar i als Grammy.
El 2016, Newman va gravar la pel·lícula de Morten Tyldum Passengers, protagonitzada per Chris Pratt, Jennifer Lawrence, Michael Sheen i Laurence Fishburne, per la qual va rebre la seva 14a nominació a l'Oscar. Tres anys més tard, Newman es va reunir amb Sam Mendes per a la seva pel·lícula de guerra 1917, per la qual Newman va rebre la sisena nominació al BAFTA i la 15a nominació a l'Oscar.
A Newman li agrada variar la instrumentació de les seves partitures, des d'orquestra completa fins a música només de percussió. També li agrada incorporar instruments insòlits com la cítara, la zanfona, el salteri i el dulcimer martellat, o sons inesperats, com els càntics aborígens i el xiuxiueig de les cigales. El compositor va declarar que té "interès per l'experimentació mundana".

## Filmografia
- Grandview, U.S.A. (1984)
- Revenge of the Nerds (1984)
- Reckless (1984)
- Les noies només s'ho volen passar bé (Girls Just Want to Have Fun) (1985)
- Desperately Seeking Susan (1985)
- Escola de genis (Real Genius) (1985)
- L'home de la sabata vermella (The Man with One Red Shoe) (1985)
- Jumpin' Jack Flash (1986)
- The Lost Boys (1987)
- The Great Outdoors (1988)
- The Prince of Pennsylvania (1988)
- Tomàquets verds fregits (Fried Green Tomatoes) (1991)
- The Player (1992)
- Scent of a Woman (1992)
- Flesh and Bone (1993)
- Tres maneres d'estimar (Threesome) (1994)
- Cadena perpètua (The Shawshank Redemption), (1994; nominat a l'Oscar)
- Donetes (Little Women) (1994; nominat a l'Oscar)
- Unstrung Heroes (1995; nominat a l'Oscar)
- How to Make an American Quilt (1995)
- The People vs. Larry Flynt (1996)
- Meet Joe Black (1998)
- Phenomenon (1996)
- American Buffalo (1996)
- Oscar and Lucinda (1997)
- Mad City (1997)
- El laberint roig (Red Corner) (1997)
- Meet Joe Black (1998)
- The Green Mile (1999)
- American Beauty (1999; nominat a l'Oscar)
- L'home que xiuxiuejava als cavalls (The Horse Whisperer) (1998)
- Erin Brockovich (2000)
- Pay It Forward (2000)
- Boston Public (TV) (2000)
- Pay It Forward (2000)
- In the Bedroom (2001)
- Six Feet Under (TV) (2001; guanyador de l'Emmy)
- La flor del mal (White Oleander) (2002)
- Road to Perdition (2002; nominat a l'Oscar)
- El mar de Salton (The Salton Sea) (2002)
- Angels in America (TV) (2003)
- Buscant en Nemo (Finding Nemo) (2003; nominat a l'Oscar)
- Un seguit de desgràcies catastròfiques de Lemony Snicket (Lemony Snicket's A Series of Unfortunate Events) (2004; nominat a l'Oscar)
- Jarhead (2005)
- Cinderella Man (2005)
- The Good German (2006)
- Little Children (2006)
- WALL-E (2008)
- Young Hannibal: Behind The Mask (2007)
- Revolutionary Road (2008)
- The Help (2011)
- The Iron Lady (2011)
- The Best Exotic Marigold Hotel (2012)
- Skyfall (2012)
- Side Effects (2013)
- Saving Mr. Banks (2013)
- Get on Up (2014)
- The Second Best Exotic Marigold Hotel (2015)
- Bridge of Spies (2015)
- Spectre (2015)
- Finding Dory (2016)
- Passengers (2017)
- Victoria & Abdul (2017)
- 1917 (2019)
- Let Them All Talk (2020)
- The Little Things (2021)
- Elemental (2023)